# سيباستيان نافا
سيباستيان نافا (بالإنجليزية: Sebastian Nava)‏ هو لاعب كرة قدم أمريكي في مركز الهجوم، ولد في 10 مارس 2003 في Wilmington, Los Angeles ‏ في الولايات المتحدة. لعب مع لوس انجلوس غالاكسي 2.